# Jean-François Davy
Jean-François Davy   (13è districte de París, 3 de maig de 1945 - 2n districte de París, 2 de maig de 2025) va ser un director, guionista i productor de cinema francès molt implicat en el gènere pornogràfic.

## Biografia
El seu pare és mestre i la seva mare s'encarregà del catecisme. Freqüentà els escoltes. Va ser en la seva joventut quan va descobrir la passió pel cinema, una passió que va satisfer assistint als nombrosos cineclubs que hi havia a finals dels anys cinquanta. Als 15 anys, estudiant al Lycée Henri-IV, hi va crear una associació de cineastes aficionats, l'Equip de Cinema Independent, el tresorer del qual és Patrick Balkany. Va fer la seva primera pel·lícula, Vernay et l'affaire Vanderghen, que va fer amb la patrulla escolta a la que pertanyia. Multiplica els curtmetratges i s'embarca en un projecte de llargmetratge, Une mort joyeuse, que mai veurà la llum.
El 1965 va conèixer Luc Moullet, que, com altres crítics de Cahiers du cinéma, va decidir fer la seva primera pel·lícula, Brigitte et Brigitte. Contractat com a ajudant, Jean-François Davy descobreix com fer una pel·lícula amb molt pocs mitjans, i es fa amic de l'actor Claude Melki, qui decideix ajudar-lo a muntar el seu nou projecte, L'Attentat.
El guió de la pel·lícula està inspirat en els somnis del cineasta i en l'onada d'atacs perpetrats per l'OAS a principis dels anys 1960. Claude Melki, aconsegueix reunir 30.000 francs i, el 1966, Davy fa la pel·lícula, molt influenciat per la nouvelle vague i el cinema de Jean-Luc Godard.
Després, va marxar a fer el servei civil a Ouagadougou, on va rodar pel·lícules educatives per a camperols africans i es va projectar a cinemes-arbust. Al mateix temps, va treballar en el guió d'un nou llargmetratge, Traquenards, que va dirigir el 1968, amb Anna Gael, Hans Meyer i Roland Lesaffre. El seu coproductor li demana que introdueixi elements d'erotisme a la trama. Rodada el 1971 però estrenada el 1974, la pel·lícula va portar Jean-François Davy a una primera fallida.
Després de la comèdia sentimental La Débauche, estrenada el 1971, va dirigir Le Seuil du vide, una pel·lícula fantàstica adaptada d'una novel·la de l'escriptor André Ruellan. Aclamada com un dels rars èxits francesos del gènere, la pel·lícula va ser seleccionada en diversos festivals i va guanyar el premi d'interpretació femenina al festival de Trieste.
A principis dels anys 1970, també va rodar una trilogia eròtica-còmica: Bananes mécaniques (1972), Prenez la queue comme tout le monde (1973) i Q (1974), així com la comèdia dramàtica Le Désir (1974). Paul Vecchiali, que volia rodar un thriller paròdic que inclogués escenes sexuals no simulades, va entrar en contacte amb Jean-François Davy, que després va produir la seva pel·lícula pornogràfica Change pas de main (1975)

### Exhibition
El 1975, va aconseguir el seu major èxit amb Exhibition, una pel·lícula d'investigació dedicada a l'actriu porno Claudine Beccarie.
Seleccionada al 28è Festival Internacional de Cinema de Canes a la secció Perspectives del cinema francès, la pel·lícula també es va presentar a la selecció oficial al Festival de Cinema de Nova York de 1975 i al Festival de Cinema de Los Angeles de 1976.
Exhibition va vendre més de tres milions d'entrades a França abans que la llei de la classificació X d'obres de caràcter pornogràfic acabés amb la seva carrera a les pantalles (en 1974, el president Valéry Giscard d'Estaing havia acabat efectivament amb la censura de les pel·lícules pornogràfiques, davant una llei que l'any següent regulava les pel·lícules sobre el tema).
Continua sent l'única pel·lícula francesa que ha estat classificada d'Art i assaig, després classificada X, rebaixada Art i assaig, i finalment reclassificada Art i assaig. També és el primer treball que Canal+ va emetre a la seva caixa d'adults dissabte al vespre. Arran d' Exhibition, Jean-François Davy va dirigir altres pel·lícules d'investigació dedicades a la indústria del sexe: Prostitution, Les Pornocrates, Exhibition 2 i, Exhibition 79. Exhibition 2, que inclou l'actriu Sylvia Bourdon, fou totalment prohibida pels censors i només es pot distribuir en una versió abreujada.
Al costat de les seves activitats com a cineasta, Davy també va treballar com a productor, entre d'altres, per a Claude Miller (La Meilleure Façon de marcher), Paul Vecchiali (Change pas de main), Jean-Daniel Pollet (L'Acrobate), Jean Marbœuf (Le P'tit Curieux), etc. A finals dels anys 1970, també va produir pel·lícules pornogràfiques però el 1978 v canviar radicalment amb Chaussette surprise, una comèdia absurda escrita amb Jean-Claude Carrière. La pel·lícula reuneix un repartiment impressionant, que inclou Bernadette Lafont, Anna Karina, Christine Pascal, Michel Galabru, Rufus, Bernard Le Coq, Claude Piéplu, però només aplega 250.000 espectadors, fet que provoca que Jean-François Davy torni a declarar-se en fallida. El 1981, va rodar una nova comèdia, Ça va faire mal !, amb Daniel Ceccaldi, Bernard Menez i Henri Guybet, una sàtira del porno

### Distribuïdor de vídeos
Durant els seus anys d'absència de la gran pantalla, Davy va crear una editorial de vídeo, Fil à Film, que li va permetre desenvolupar la seva passió pel cinema, a través del llançament de col·leccions prestigioses com Les Films de ma vie, La collection Palme d'Or, i la publicació d'obres de cineastes com Charlie Chaplin, Louis Malle, François Truffaut, etc. Per donar suport a la demanda, va fer construir una fàbrica de cassets a Champenard, que va tenir cert èxit.
El 1993, Fil à Film, amb un deute de 150 milions de francs, es va veure obligada a vendre les seves accions de 800.000 cassets a deutors, mentre que la fàbrica es va vendre per un franc simbòlic, Jean-François Davy, però, conservava els drets de les pel·lícules sobre els processos tècnics. Quan es va crear el DVD, va crear l'empresa Opening i va poder tornar a publicar pel·lícules clàssiques.
També es guanya la vida des dels anys noranta fent inversions immobiliàries.

### 2005, tornada al cinema
Després de La Femme en spirale (1984), Davy va esperar més de vint anys abans de tornar darrere d'una càmera. Va tornar el 2005 amb Els Àguiles Roges, en què relata un episodi significatiu de la seva etapa amb els escoltes amb Jules Sitruk, Damien Jouillerot i la participació de Rufus, Richard Berry, Bernadette Lafont i Patrick Bouchitey. Continua tres anys després amb Tricheuse, una comèdia romàntica amb Hélène de Fougerolles i Zinedine Soualem, que passa desapercebuda.
El 2014 es va estrenar Transgression, només distribuïda per Internet, que mostra la vida sentimental i sexual de Jean-François Davy durant tres anys, que va conviure durant dos anys amb l'hongaresa Kitty Kat A la dècada de 2010, va tornar al gènere pornogràfic, amb pel·lícules emeses a Canal+. El 2017 va estrenar la pel·lícula Vive la crise !.

## Filmografia

### Productor
- 1974: Allégorie, de Christian Paureilhe
- 1975: Monsieur Balboss, de Jean Marbœuf
- 1975 : Change pas de main, de Paul Vecchiali
- 1976: Les Fleurs du miel, de Claude Faraldo
- 1976 : La Meilleure Façon de marcher, de Claude Miller
- 1976 : L'Acrobate, de Jean-Daniel Pollet
- 1979: Arrête de ramer, t'attaques la falaise !, de Michel Caputo
- 1986: L'Exécutrice, de Michel Caputo
- 1989: Tom et Lola, de Bertrand Arthuys
- 1989 : Comédie d'amour, de Jean-Pierre Rawson
- 2003: Le P'tit Curieux, de Jean Marbœuf
- 2005: Quand les anges s'en mêlent, de Christel Amsalem
- 2008: Mémoires du cinéma français, d'Hubert Niogret